# Amphoe Mueang Sukhothai

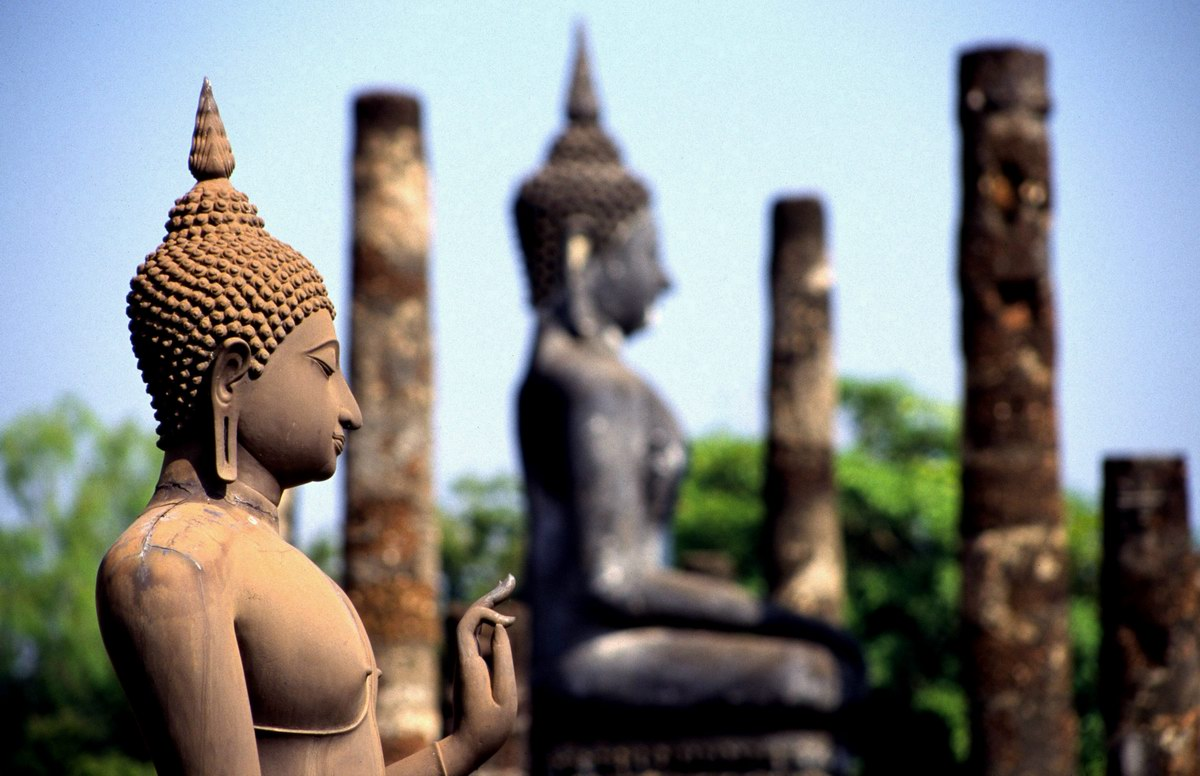
Impression aus dem Sukhothai Historical Park

Amphoe Mueang Sukhothai (Thai: อำเภอเมืองสุโขทัย) ist der Landkreis der Provinzhauptstadt (Amphoe Mueang) der Provinz Sukhothai. Die Provinz Sukhothai liegt in der Nordregion von Thailand. Die Hauptstadt der Provinz heißt ebenfalls Sukhothai.

## Geographie
Benachbarte Kreise (von Südosten im Uhrzeigersinn): die Amphoe Kong Krailat, Khiri Mat, Ban Dan Lan Hoi und Si Samrong in der Provinz Sukhothai sowie Amphoe Phrom Phiram in der Provinz Phitsanulok.
Der wichtigste Fluss ist der Mae Nam Yom (Yom-Fluss).

## Geschichte
Der Landkreis war ursprünglich der Landkreis der Provinzhauptstadt der Provinz Sukhothai und hieß „Mueang“. Im Jahr 1917 wurde er in Thani (ธานี) umbenannt. Im Jahr 1932 wurde die Provinz Sukhothai und die Provinz Sawankhalok zur neuen Provinz Sawankhalok zusammengelegt.
1939 wurde die Provinz umbenannt in „Provinz Sukhothai“. Der Landkreis der Provinzhauptstadt – er hieß inzwischen Sukhothai Thani (สุโขทัยธานี) – wurde in „Mueang Sukhothai“ umbenannt.

## Wirtschaft
- Tourismus
- Reisanbau
- Frucht-/Obstanbau

Siehe auch: Seladon-Keramik

## Verwaltung

### Provinzverwaltung
Amphoe Mueang Sukhothai ist in zehn Gemeinden (Tambon) eingeteilt, welche wiederum in 97 Dörfer (Muban) unterteilt sind.
| Nr. | Name             | Thai     | Muban | Einw.  |
| --- | ---------------- | -------- | ----- | ------ |
| 1.  | Thani            | ธานี      | -     | 16.089 |
| 2.  | Ban Suan         | บ้านสวน   | 14    | 13.901 |
| 3.  | Mueang Kao       | เมืองเก่า  | 11    | 17.450 |
| 4.  | Pak Khwae        | ปากแคว   | 09    | 09.368 |
| 5.  | Yang Sai         | ยางซ้าย   | 12    | 09.756 |
| 6.  | Ban Kluai        | บ้านกล้วย  | 14    | 17.026 |
| 7.  | Ban Lum          | บ้านหลุม   | 09    | 08.910 |
| 8.  | Tan Tia          | ตาลเตี้ย   | 11    | 04.387 |
| 9.  | Pak Phra         | ปากพระ   | 10    | 03.716 |
| 10. | Wang Thong Daeng | วังทองแดง | 08    | 05.112 |

### Lokalverwaltung
Sukhothai-Thani (Thai: เทศบาลเมืองสุโขทัยธานี) ist eine Stadt (Thesaban Mueang) im Landkreis, sie besteht aus dem gesamten Tambon Thani.
Es gibt weiterhin drei Kleinstädte (Thesaban Tambon) im Landkreis:
- Ban Suan (เทศบาลตำบลบ้านสวน) besteht aus Teilen des gleichnamigen Tambon,
- Mueang Kao (เทศบาลตำบลเมืองเก่า) besteht aus Teilen des gleichnamigen Tambon,
- Ban Kluai (เทศบาลตำบลบ้านกล้วย) besteht aus dem gesamten Tambon Ban Kluai.

Außerdem gibt es acht „Tambon Administrative Organizations“ (TAO, องค์การบริหารส่วนตำบล – Verwaltungs-Organisationen) für die Tambon im Landkreis, die zu keiner Stadt gehören.